# Jocelin de Bohon
Joscelin de Bohon ou Bohun, né vers 1111 et mort le 18 novembre 1184, était un prélat religieux Angleterre au haut Moyen Âge normand.

## Biographie
Joscelin était l'arrière-petit-fils de Humphrey de Bohun, un des compagnons supposés de Guillaume le Conquérant. Savaric FitzGeldewin, qui était évêque de Bath de 1192 à 1205, fut le cousin au deuxième degré de Joscelin. Joscelin servit Henri de Blois, évêque de Winchester, et étudia le droit en Italie à Bologne durant les années 1130. Il fut un ami du pape Alexandre III. Joscelin fut désigné archidiacre de Winchester en 1139 et consacré évêque de Salisbury en 1142. Son frère était Richard, qui était évêque de Coutances de 1151 à 1179 et qui devint chancelier de Normandie par Henri II.
En 1170, Joscelin excommunié par Thomas Becket, l'archevêque de Cantorbéry, pour avoir assisté au couronnement de Henri le Jeune, fils de Henri II. Son cas fut ignoré par Rome jusqu'à l'assassinat de Becket et il fut pardonné en 1172.
Le fils de Joscelin était Reginald, évêque de Bath. Certaines sources indiquent que Reginald serait né pendant que son père était en train d'étudier le droit en Italie, d'autres qu'il serait né avant que son père ne devienne prêtre.
Joscelin démissionna de ses fonctions peu de temps avant sa mort, survenue le 18 novembre 1184 pour devenir un moine cistercien à l'abbaye de Forde dans le Dorset.

## Sources
- (en) Cet article est partiellement ou en totalité issu de l’article de Wikipédia en anglais intitulé « Josceline de Bohon » (voir la liste des auteurs).